# خبق تتاري
خبق تتاري (الاسم العلمي: Chara tatarica) هي نوع من النباتات يتبع جنس الكارا من فصيلة الكارية         .	